# Aleksandr Sanin
Aleksandr Sanin foi um atuação e diretor de cinema.

## Filmografia

### Realizador
- Soroka-vorovka (1920)
- Polikushka (1922)